# Adoquín

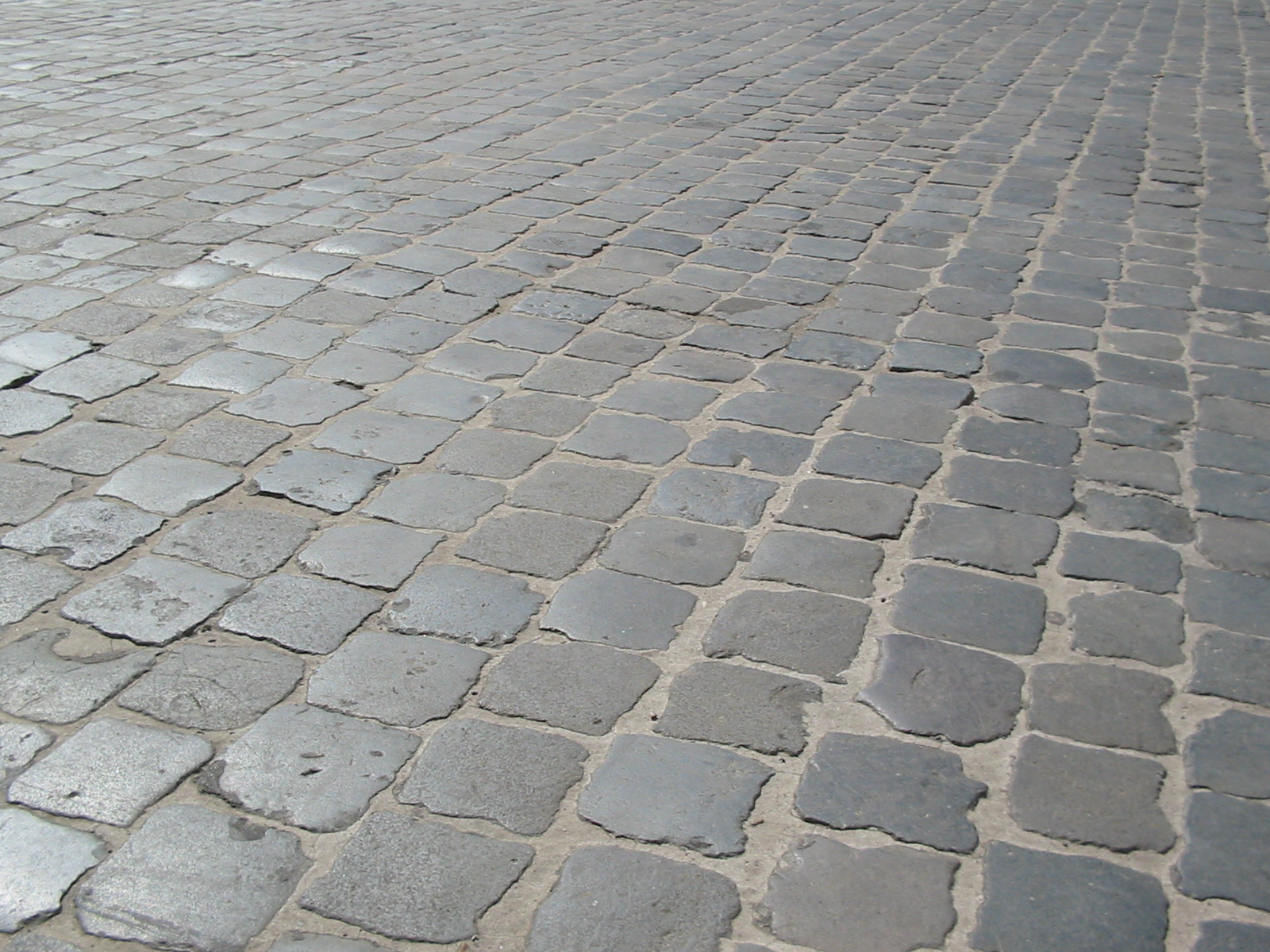
Pavimento de adoquines.

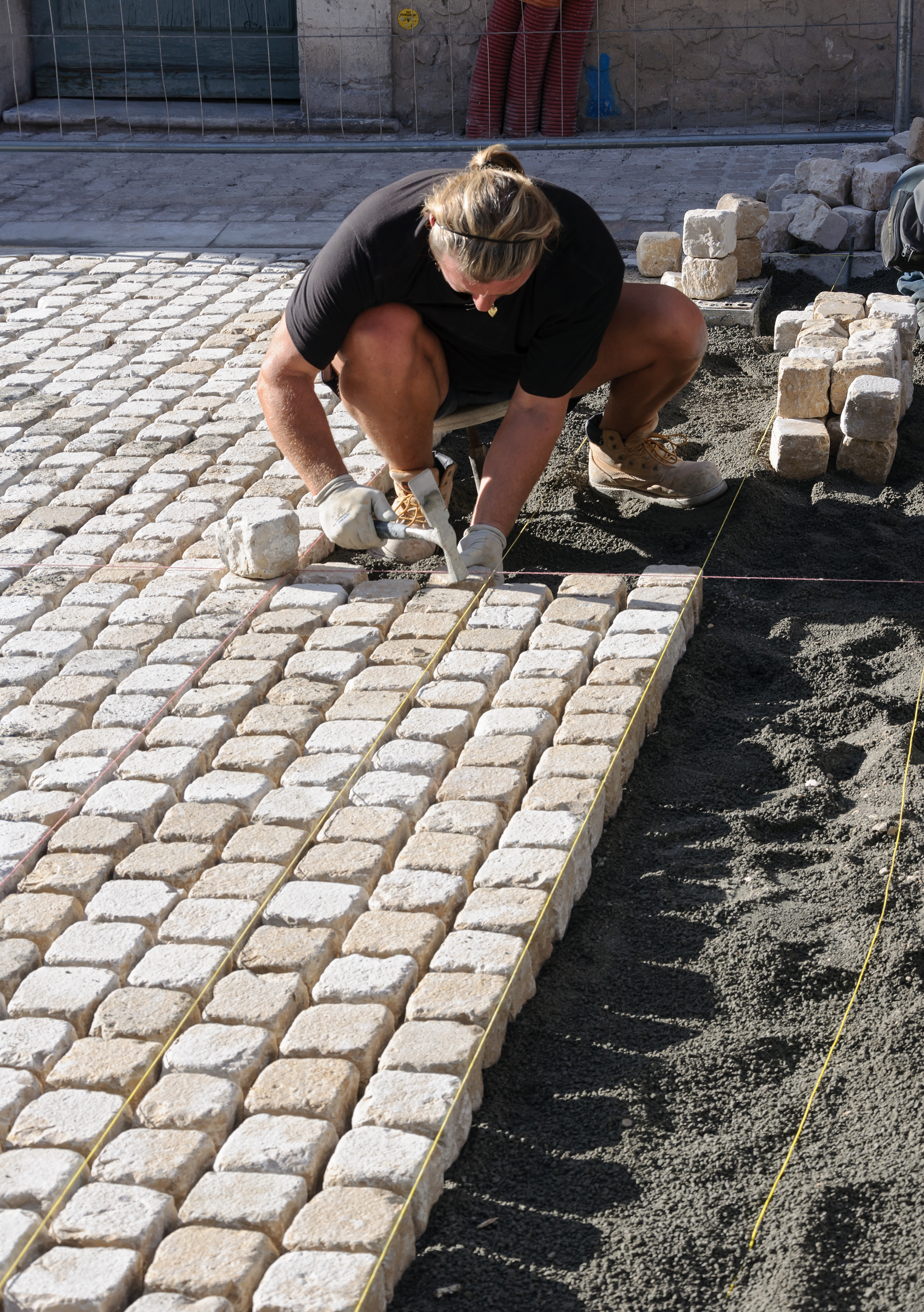
Poniendo adoquines en Vence, Francia

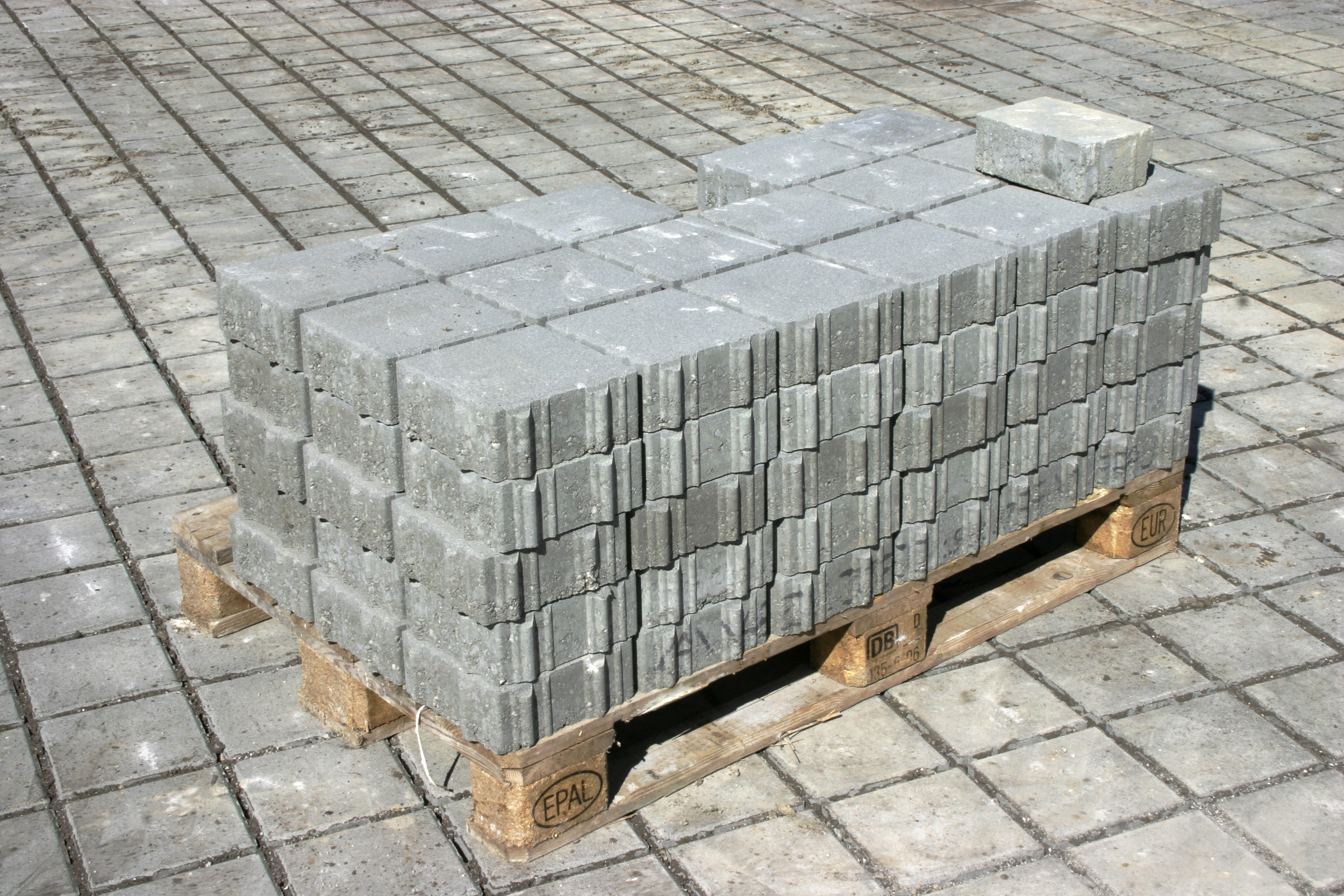
Palé de adoquines.

Un adoquín o pavés es una piedra o bloque labrado  de forma rectangular que se utiliza en la construcción de pavimentos. Los materiales más utilizados para su construcción han sido el granito, por su gran resistencia y facilidad para el tratamiento y, sobre todo, el basalto que a su dureza se le añade la mayor facilidad de corte . Sus dimensiones suelen ser de 20 cm de largo por 15 cm de ancho, lo cual facilita la manipulación con una sola mano. En Italia, las vías imperiales romanas solían construirse con bloques cilíndricos de basalto que le daban un color negro al pavimento. Por otra parte, el lento enfriamiento de la lava en las coladas volcánicas formaba columnatas cilíndricas prismáticas y a menudo hexagonales que facilitaron muchas veces su aprovechamiento para pavimentar las vías que cruzaban todo el territorio imperial romano.

## Etimología
Adoquín proviene del árabe hispánico addukkán o addukkín 'piedra escuadrada', y este del árabe clásico dukkān 'banco de madera o de piedra').
En castellano, la palabra pavé se encuentra documentada desde 1842, deriva de la palabra francesa pavé que significa pavimento o bloque, generalmente de piedra y de base rectangular, empleado para pavimentar calles y carreteras. La palabra francesa se origina en el latín pavīmentum

## Historia

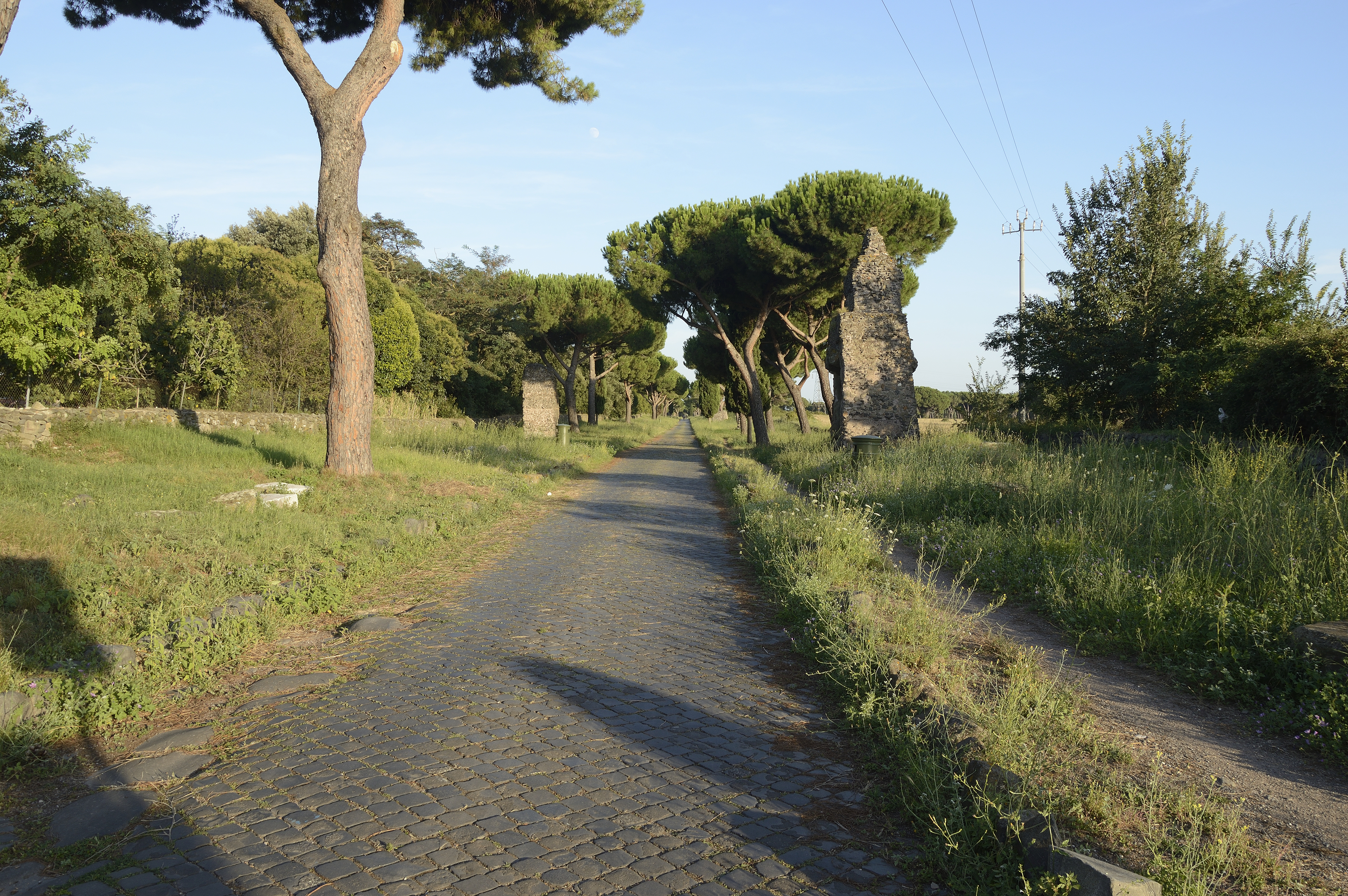
La Vía Apia al sur de Roma, construida con bloques cilíndricos de basalto de color negro.

Su origen se remonta a hace 25 siglos. Los cartagineses y romanos los utilizaban en sus grandes vías para dotarlas de rapidez y duración. Para lograr un transporte más cómodo se vio la necesidad de conseguir una superficie de rodamiento más continua y esto no se podía lograr con el empedrado anterior, que consistía en piedras sin tallar en estado natural.
El adoquinado se utilizó de modo funcional hasta finales del siglo XIX. En tiempos de Napoleón se construyeron grandes avenidas en las ciudades, entre otras cosas para posibilitar que las grandes piezas de artillería circularan por las calles. Más adelante los franceses construyeron las carreteras de pavés. La aparición del automóvil hizo crecer el ritmo de la pavimentación y el adoquinado dejó de ser rentable.

## Usos
Hoy se utilizan los adoquinados con motivos estéticos y todavía muchos de los antiguos se encuentran en servicio y en buen estado, incluso en Bélgica y Francia se suelen utilizar para competiciones ciclistas, prueba de la gran robustez de este sistema. Asimismo, se han desarrollado adoquines de hormigón, los cuales se utilizan de manera similar a los antiguos adoquines de piedra y dan origen a lo que se denomina pavimentos articulados. A veces, a los adoquinados modernos se les añaden colorantes buscando un mejor resultado estético.